# Dominique Bathenay
Dominique Bathenay (* 13. Februar 1954 in Pont-d’Ain/Département Ain) ist ein ehemaliger französischer Fußballspieler und aktueller -trainer.

## Der Fußballspieler

### Vereinskarriere
Der defensive Mittelfeldspieler (später auch als Vorstopper eingesetzt) kam als 17-Jähriger zur AS Saint-Étienne, jenem Verein, bei dem die Trainer (noch vor Bathenays Wechsel Jean Snella, dann Albert Batteux und ab 1972 Robert Herbin) junge Talente konsequent früh in die Ligaelf einbauten und mit diesem Konzept die Verts zum bis heute erfolgreichsten französischen Klub machten. Der Linksfuß Bathenay brauchte dafür aber länger als beispielsweise die annähernd gleichaltrigen Dominique Rocheteau, Gérard Janvion und Christian Lopez: erst während seines Militärdienstes im legendären „Fußballbataillon“ von Joinville platzte der Knoten, erst dort entwickelte er die Einstellung und Reife, die seine Qualitäten voll zur Geltung kommen ließen. Sein erstes Punktspiel bestritt er im Oktober 1973, und ab diesem Zeitpunkt war der wertvolle Teamspieler aus der „Ersten“ der ASSE nicht mehr zu verdrängen. Zwei Jahre später, nach einem Europapokalspiel, hob ihn der damalige Trainer der PSV Eindhoven, Kees Rijvers, selbst ein ehemaliger Stéphanois, mit den Worten „Dürfte ich mir einen Spieler aussuchen, ich würde Bathenay nehmen“ aus dem Starensemble hervor.
1974, 1975 und 1976 wurde Dominique Bathenay mit Saint-Étienne französischer Meister, gewann 1974, 1975 und 1977 die Coupe de France und damit 1974 und 1975 auch den Doublé. Zwei Jahre nach seinem Einstand in der Division 1 tauschte er auch erstmals das grüne Vereinstrikot gegen den blauen Nationaldress. 1976 stand er im Endspiel des europäischen Landesmeisterpokals, in dem sich die Verts den Münchener Bayern allerdings mit 0:1 geschlagen geben mussten.
Nach fünf höchst erfolgreichen Jahren wechselte er 1978 zum Hauptstadtverein Paris Saint-Germain, wo er seiner Titelsammlung 1982 und 1983 zwei weitere Pokalsiege hinzufügen konnte. 1985 schloss er sich dem unterklassigen FC Sète an, wo er sich im zweiten Jahr als Spielertrainer auf seine neue Rolle neben der Seitenlinie vorbereitete.

### In der Nationalmannschaft
Zwischen Oktober 1975 und April 1982 bestritt Dominique Bathenay 20 Länderspiele für die Équipe Tricolore (16 in seiner Zeit bei den Verts, 4 bei PSG) und schoss dabei vier Tore. Bei seinem ersten Einsatz erzielte er beim 1:2 im Leipziger Zentralstadion (EM-Qualifikationsspiel gegen die DDR) den französischen Treffer, wurde dann aber erst wieder 11 Monate später vom neuen Nationaltrainer Michel Hidalgo berufen. Er war 1978 WM-Teilnehmer (2 Einsätze), verlor nach dem Wechsel zu PSG aber seinen Stammplatz.

## Der Trainer
Bathenay trainierte nacheinander den FC Sète, Stade de Reims (1988/89), US Monastir in Tunesien (1989/90), SC Choisy-le-Roi, war zwei Jahre Nationaltrainer der Seychellen und sprang Anfang 1996 für vier Monate als Interimstrainer bei „seiner“ AS Saint-Étienne ein, ohne deren Abstieg verhindern zu können.
Von 1996 bis 2000 war der fünffache französische Pokalsieger Präsident der Verbandskommission für die Coupe de France. Anschließend kehrte er auf die Trainerbank zurück, arbeitete bis Dezember 2001 (vorzeitig entlassen) bei Olympique Nîmes und danach beim CS Sedan, mit dem er 2003 aber aus der ersten Liga abstieg und inzwischen von seinem Assistenztrainer abgelöst wurde. Im zweiten Halbjahr 2005 trainierte Bathenay die Nationalmannschaft und die Olympiaauswahl der Vereinigten Arabischen Emirate, zwischenzeitlich die Olympiaauswahl von Katar. Von 2008 bis 2009 war er erneut Trainer der der VAE.

## Palmarès als Spieler
- Französischer Meister: 1974, 1975, 1976 (mit Saint-Étienne)
- Französischer Pokalsieger: 1974, 1975, 1977 (mit Saint-Étienne), 1982, 1983 (mit PSG)
- Europapokal der Landesmeister: Finalist 1975/76
- Insgesamt 38 Einsätze (6 Tore) in den europäischen Pokalwettbewerben (25/4 für ASSE, 13/2 für PSG)
- 388 D1-Einsätze und 57 Tore, davon 158/25 für ASSE, 230/32 für PSG
- 20 A-Länderspiele (4 Tore)